# 줄리아 보스
줄리아 보스(Julia Voth, 1985년 5월 16일 ~ )는 캐나다의 배우, 모델이다.

## 출연 작품
- 페인킬러 (2015)
- 러브 허츠 (2009)
- 비치 슬랩 (2009)
- 업 클로즈 위드 캐리 키건 (2007)